# Psychotria galorei
Psychotria galorei är en måreväxtart som beskrevs av Seymour Hans Sohmer. Psychotria galorei ingår i släktet Psychotria och familjen måreväxter. Inga underarter finns listade i Catalogue of Life.